# Großfürst
Den Herrschertitel Großfürst (russisch Великий Князь als Titel eines bestimmten Herrschers, in normalem Text великий князь – weliki knjas) trugen Herrscher zu verschiedenen Zeiten:
- die führenden Fürsten der Rus bis zum Einfall der Mongolen 1237
- danach verliehen die mongolisch-tatarischen Khane den Titel an jeweils einen ihrer russischen Vasallenfürsten (z. B. 1252 an Alexander Jaroslawitsch Newski von Nowgorod, 1264 an Jaroslaw von Twer oder 1331 an Iwan Kalita von Moskau)
- seit 1331 die Fürsten des Großfürstentums Moskau und die russischen Zaren
- die Herrscher Litauens 1203–1795, siehe Geschichte Litauens bzw. Großfürstentum Litauen, im Ruthenischen кнѧзь oder im Litauischen kunigaikštis (von kunigas „König“)
- die österreichischen Herrscher Siebenbürgens von 1765 bis 1918
- die russischen Herrscher des Großfürstentums Finnland bis 1917/18
- die kaiserlichen Prinzen und Prinzessinnen des Russischen Kaiserreichs aus dem Hause Romanow (ab 1762 Romanow-Holstein-Gottorp), die seit dem 18. Jahrhundert bis zum Sturz der Zarenherrschaft 1917 den Titel „Großfürst“ (russ. Великий Князь – Weliki Knjas) bzw. „Großfürstin“ (russ. Великая Княжна oder Княгиня – Welikaja Knjaschna oder Knjaginja) führten; im Englischen und Französischen oft etwas irreführend als „grand duke“ oder „grand-duc“ bzw. als „grand duchess“ oder „grande-duchesse“ bezeichnet – anstelle „grand/great prince“ oder „grand-prince“ bzw. als „grand/great princess“ oder „grande-princesse“, siehe Großherzog.

## Fürst von Moskau
Fürst von Moskau war der Titel des mittelalterlich-russischen Herrschers vor seiner Erhebung zum Großfürsten durch den tatarischen Großkhan.
Diese beiden aus dem späten Mittelalter stammenden Bezeichnungen sind nicht zu verwechseln mit dem neuzeitlichen Titel Fürst von Moskau bzw. Fürst von der Moskwa, den der französische Kaiser Napoleon seinem Marschall Michel Ney nach der Schlacht bei Borodino verlieh. Die Franzosen bezeichnen diese Schlacht als Schlacht von Moskau bzw. Schlacht von der Moskwa (Bataille de la Moskowa), da sie die Einnahme Moskaus ermöglicht habe. Für seine Verdienste in dieser Schlacht wurde für Ney dieser Titel geschaffen, der mit keinen Rechten oder Privilegien in Moskau oder Russland verbunden war. Während des zweiten französischen Kaiserreichs trugen jedoch auch Neys Sohn und Enkel weiterhin diesen Titel.

## Definition
Die Enzyklopädie Meyers Konversations-Lexikon von 1888 führt den folgenden Eintrag:

„Großfürst (russ. Weliki Knjas, franz. Grand-Duc), früher Titel der Beherrscher von Moskau. sowie einiger andern russischen Fürsten, z. B. derjenigen von Kiew und Nowgorod, der Beherrscher von Litauen und daher später auch der Könige von Polen. Gegenwärtig nennt sich der Kaiser von Rußland „G. von Smolensk, Litauen, Wolhynien, Podolien und Finnland“, und auch alle Prinzen und Prinzessinnen seines Hauses führten seither G. und Großfürstin in Verbindung mit dem Prädikat ‚Kaiserliche Hoheit‘.  Nach einer Modifikation der kaiserlichen Hausordnung vom Juli 1886 soll der Titel G., Großfürstin und Kaiserliche Hoheit fortan jedoch nur den Söhnen, Töchtern, Brüdern und Schwestern des Kaisers sowie dessen Enkeln männlicher Nachkommenschaft zustehen. Die übrigen Mitglieder des kaiserlichen Hauses sollen den Titel Fürst, Fürstin oder Prinzessin kaiserlichen Geblüts führen mit dem Prädikat ‚Hoheit‘ oder ‚Durchlaucht‘. Der Kaiser von Österreich führt ebenfalls den Titel eines Großfürsten, nämlich von Siebenbürgen, das 1765 von Maria Theresia zu einem Großfürstentum erhoben ward.“